# Taurus World Stunt Awards
Il Taurus World Stunt Awards è una cerimonia annuale di premiazione che onora gli stuntman dei film. Si tiene ogni anno a Los Angeles.
La cerimonia è trasmessa sulle TV americane come E!, mentre in Italia non viene programmata.

## Categorie
- Miglior combattimento
- Miglior stunt con il fuoco
- Miglior lavoro complessivo
- Miglior scena in altitudine
- Miglior scena in acqua
- Miglior scena con un veicolo
- Miglior stunt femminile assoluto
- Miglior stunt maschile assoluto
- Miglior stunt specialistico
- Miglior coordinatore di stunt e/o Regista della seconda unità
- Miglior scena d'azione in un film straniero

### Premi speciali
- Regista del miglior film d'azione dell'anno
- Taurus Honorary Award
- Taurus Lifetime Achievement Award
- Taurus Lifetime Achievement Award for an Action Movie Star